# Kano (Bélabo)
Pour les articles homonymes, voir Kano.
Kano est un village camerounais de la région de l'Est. Il se situe dans le département de Lom-et-Djérem et il dépend de la commune de Bélabo et du canton de Pol.
Il se trouve sur la route de Bertoua à Yoko-Betougou et à Deng-Deng.
On peut le trouver orthographié Kanot.

## Population
D'après le recensement de 1966, Kano comptait 258 habitants. Il en comptait 518 en 2005.

## Infrastructures
Le plan communal de développement de Bélabo prévoit la construction à Kano d'un marché périodique ainsi que la construction d'un bloc de deux salles pour l'école. 

## Annexe